# 헬무트 쿤츠
헬무트 쿤츠(독일어: Helmut Kunz, 1910년 9월 26일 ~ 1976년 9월 23일)는 아돌프 히틀러의 자살 이후, 요제프 괴벨스의 6명의 아이들이 죽기 전에 마취제를 투여하라는 명령을 받은 SS 치과의사였다. 쿤츠에 따르면, 그는 괴벨스의 아이들에게 사이안화 칼륨이 투여되기 전에 그들을 의식을 잃게 만들기 위해 루트비히 슈툼페거로부터 얻은 모르핀을 주사했다. 쿤츠는 5월 2일 소련 붉은 군대에 의해 포로로 잡힐 때까지 그곳에서 근무했다. 베르너 하세와 두 명의 간호사 에르나 플레겔, 리셀로트 체르빈스카도 그와 함께 포로로 잡혔다. 그는 소련에 억류된 채 10년을 보낸 뒤 뮌스터로 돌아갔다. 1955년, 전직 무장친위대 하사이자 전쟁포로였던 하리 멩거하우젠은 쿤츠를 아이들의 죽음에 연루시켰다.
쿤츠는 자신의 증언에서 아이들에게 모르핀을 주사했지만, 아이들에게 사이안화 칼륨을 흘린 사람은 마그다 괴벨스(아이들의 어머니)나 루트비히 슈툼페거였다고 말했다. 이것은 히틀러의 총통 베글라이트코만도 경호원이자 총통 벙독일 법원은 쿤츠의 유죄 판결을 거부했고, 그는 사망할 때까지 치과 의사로 근무했다. 그는 1976년 프로이덴슈타트에서 사망했고, 슈테트시처 프리드호프 시립 묘지에 묻혔다.